# Damarkhushivalaya
Damarkhushivalaya (nep. डम्बर्खुशिवालय) – gaun wikas samiti we wschodniej części Nepalu w strefie Sagarmatha w dystrykcie Khotang. Według nepalskiego spisu powszechnego z 2001 roku liczył on 638 gospodarstw domowych i 3459 mieszkańców (1742 kobiet i 1717 mężczyzn).